# Miniaturen (Walentin Pikul)
Miniaturen (russisch Миниатюры / Miniatjury, wiss. Transliteration Miniatjury) ist eine Reihe historischer Kurzgeschichten und Essays des sowjetischen Schriftstellers Walentin Pikul (1928–1990).

## Kurzeinführung
Eine jede der Miniaturen erzählt die Geschichte einer Persönlichkeit – oft in Vergessenheit geraten oder sich in den Weiten der russischen Geschichte verlierend. Bei den Helden der Miniaturen Pikuls handelt es sich sowohl um berühmte Persönlichkeiten als auch um Menschen, deren Name relativ unbekannt ist, aber eine jede von ihnen hat einen Beitrag zur Geschichte geleistet, nicht nur der russischen. Viele der Miniaturen sind von einem patriotischen Gefühl durchdrungen und spiegeln die russische Sichtweise wider.
Meistens wurden eine Miniatur über Nacht geschrieben, aber es kann sein, dass ihr eine jahrelange akribische Arbeit vorausgegangen ist, um Informationen über die Person zu sammeln, die zum Protagonisten wurde. Anders als in Romanen hatte Pikul in Miniaturen die Möglichkeit, seine Gedanken und Einstellungen zu bestimmten Dingen nicht durch den Mund der Figuren, sondern direkt an den Leser weiterzugeben.

Antonina Pikul, die dritte Frau und Witwe des Autors, sagt dazu: 

„Es entstand eine literarische Porträtgalerie, die Pikul als historische Miniaturen bezeichnete. Es handelt sich um ultrakurze Romane, in denen die Biografie einer Person bis an die Grenze der Aussagekraft komprimiert wird.“

Die Miniaturen fanden neben seinem historischen Roman Requiem für Geleitzug PQ 17 Aufnahme in der russischen Leseempfehlungsliste „100 Bücher für Schüler“.
Die einzelnen Texte sind frei im Internet abrufbar.

## Liste und Kurzinhalt der Miniaturen
Die folgende Übersicht liefert neben den übersetzten Titel auch eine (jeweils vorangestellte) kurze Inhaltsangabe der einzelnen Geschichten. - Die einzelnen Formulierungen erfolgen hierbei größtenteils aus der russischen Perspektive (z. B. „Vaterländischer Krieg von 1812“ für Russlandfeldzug 1812) usw.

### Ausländische Geschichte
- Holbeins „Totentanz“ ist das Leben des deutschen Malers Hans Holbein aus Augsburg. Er kommt auf Einladung von Thomas Morus und unter der Schirmherrschaft von Erasmus von Rotterdam nach England. Er malt Porträts der Ehefrauen von Heinrich VIII. aus dem Haus Tudor. Auch das Thema seiner Gemälde und des Todes wird angesprochen.
- Unter dem Goldregen ist die Geschichte von Rembrandts Gemälde der Danaë, das sich heute in der Eremitage befindet. Seine Ehefrau und Begleiterin posierte für das Bild. Und die Geschichte der Gemälde von Rembrandt im Russischen Reich dank der Großzügigkeit von Kaiserin Katharina II.
- Die letzte der Jagiellonen - das Leben von Bona Sforza nach dem Tod ihres Mannes, König Sigismund den Alten von Polen. Wie sie den Staatsschatz gestohlen hat. Sie vergiftete Barbara Radziwiłł, um zu verhindern, dass ihr Sohn, Sigismund August, sie heiratet. Sie arbeitete hart daran, die Jagiellonen-Dynastie auszulöschen.
- Jan Sobieskis „Ewiger Frieden“ ist die Geschichte von Jan Sobieskis Herrschaft, seinen militärischen Triumphen und seiner Liebe zu seiner einzigen Frau, Marie Lagrange d’Arquienne. Sein Sieg über die Türken in der Schlacht bei Wien am 12. September 1683 stoppte die osmanische Invasion in Europa und rettete die habsburgischen Länder vor dem türkischen Joch. Aber die Polnisch-Litauische Union selbst sollte 100 Jahre später von Preußen, Österreich und Russland geteilt werden.
- „Eisenkopf“ nach Poltawa ist die Geschichte der Herrschaft Karls XII. nach der Schlacht von Poltawa im Jahr 1709. Er floh in das Osmanische Reich und genoss fünf Jahre lang deren Gastfreundschaft. Er wurde mit Kämpfen aus dem Land vertrieben. Nach seiner Rückkehr nach Schweden regierte Karl XII. das Land nicht lange. Er wurde bei der Erstürmung der norwegischen Festung Fredriksten im Jahr 1718 getötet. Karl XII. erhielt von den Janitscharen, die seine Sturheit bewunderten, den Spitznamen „Eisenkopf“.
- Die Eiche des Moritz von Sachsen ist die Lebensgeschichte des unehelichen Moritz von Sachsen. Seine natürliche Schönheit, sein Mut und seine Fähigkeit, sich der weltlichen Gesellschaft zu präsentieren, brachten ihn in die Höhe. Alles, was noch fehlte, waren ein Titel und eine Krone. Doch das Schicksal erfreute sich nicht daran, ihn zum König zu machen. Aber es hat ihm das Talent eines militärischen Anführers verliehen. Seine große Liebe war die Schauspielerin Adrienne Lecouvreur.
- Was Venus in ihren Händen hielt ist die Geschichte der Entdeckung der berühmten antiken griechischen Statue der Venus von Milo.

### Ausländer in Russland
- Der Weg des Richard Chancellor (eine andere Version von „Bonaventure“ - viel Glück) - Einzelheiten der Reise eines englischen Geschwaders zu den nördlichen Meeren im 16. Jahrhundert. Sie suchten einen Weg nach Indien und in die reichen Länder des Nordens und landeten bei den Pomoren. Von dort aus machten sie sich auf den Weg nach Moskau. Zar Iwan der Schreckliche hieß die Engländer willkommen. Richard Chancellor stellte sich als Botschafter vor. So sahen die Engländer Russland und Russland sah die Engländer.
- Die Schließung des russischen „Ladens“ ist die Geschichte des Jesuiten Antonio Possevino. Seine Ausbildung und seine zwielichtigen Machenschaften zum Ruhme des katholischen Glaubens. Er war der Anstifter des Krieges zwischen der Polnisch-Litauischen Union und dem Russischen Zarenreich. Das Hauptziel der Mission - die Unterwerfung der Orthodoxen unter die Römisch-katholische Kirche - wurde jedoch nicht erreicht. Antonio Possevino ist auf einem Gemälde von Jan Matejko in der Mitte in schwarzer Kleidung abgebildet.
- Cagliostro — ein Freund der Armen ist die Lebensgeschichte des berühmten Grafen Alessandro Cagliostro, seiner Reisen, auch nach Russland. Magier, Heiler und Freimaurer. Der Mythos der Scharlatanerie ist ausgeräumt.
- Der letzte Franke des Königs ist die Lebensgeschichte des Abenteurers August-Moritz von Benjowski. Geriet in russische Gefangenschaft, kämpfte auf der Seite der Konföderierten und entkam aus Kamtschatka. Er reiste auf einem russischen Schiff und war der erste Russe, der den Äquator überquerte, das erste russische Schiff nach Macau und der erste Russe, der den Indischen Ozean überquerte. Kolonisierte Madagaskar und gründete dort die Republik Libertaria. Er wurde der König von Madagaskar. Starb bei der Erstürmung seiner Residenz durch die Franzosen.
- Versenke mich oder sei verdammt! - ist die Geschichte von Paul Jones’ Schlachtenerfolgen. Ein gefeierter Marinestratege, der die Royal Navy terrorisierte. Seine Verdienste wurden von den USA und Frankreich erst nach seinem Tod anerkannt, und er erhielt von Katharina II. den Rang eines Konteradmirals.
- Balaklawas erster Laistrygone ist die Lebensgeschichte des griechischen Patrioten Lambros Katsonis. Im 18. Jahrhundert terrorisierte er die türkische Flotte im Mittelmeer und im Schwarzen Meer. Er kämpfte auf der Seite des Russischen Reiches. Kommandant des griechischen Bataillons in Balaklawa.
- Eine Geschichte von trauriger Unsterblichkeit ist die Geschichte des Aufenthalts von Francesco Araja in Russland. Der begabte Komponist widmete sein Talent der Verherrlichung des russischen Throns. Autor der ersten russischen Oper, das Libretto wurde von A. P. Sumarokow geschrieben.
- Aus dem Pantheon des Ruhms ist die Lebensgeschichte des Komponisten Domenico Cimarosa. Auf Einladung des Fürsten Potjomkin arbeitete er im Russischen Reich. Wegen der Krankheit seiner Frau kehrte er nach Neapel zurück. Er war Zeuge einer Rebellion gegen die französische Herrschaft und besaß die Frechheit, das rebellierende Volk zu unterstützen. Die Macht und der Adel von Neapel verziehen ihm nicht und schickten ihn ins Exil. Er starb in Venedig.
- Corinna in Russland - mehrere Skizzen aus dem Leben der Schriftstellerin de Staël in Russland.
- Der Wille von Alfred Nobel - die Lebensgeschichte des schwedischen Ingenieurs Alfred Nobel, Erfinder des Dynamits und Stifter des Nobelpreises.
- Narbonnes geheime Mission - die Geschichte der Aufklärungsmission des französischen Diplomaten Louis Narbonne in Russland am Vorabend der napoleonischen Invasion im Jahr 1812.
- Das Schicksal eines Mannes des Schicksals ist die Lebensgeschichte des schwedischen Politikers Armfelt, der in Russland in den Dienst tritt. Generalgouverneur von Finnland. Beim Beitritt Finnlands zu Russland legte er besondere Bedingungen für die finnische Autonomie fest.
- In der Nogaier-Steppe - Episoden aus dem Leben der Deutschen in Russland und Episoden aus dem Leben von Falz-Fein, dem Gründer des Naturparks Askanija-Nowa.
- Blut, Tränen und Lorbeer - die Lebensgeschichte des preußischen Staatsmannes Heinrich Karl vom und zum Stein, der eine Zeit lang dem russischen Zaren Alexander I. diente.
- Allein in seiner Einsamkeit - die Lebensgeschichte des deutschen Physikers und Chemikers Theodor Grotthuß.
- Pulkowo-Meridian - über den Gründer des Pulkowo-Observatoriums, Wassili Struve
- Durch die Dornen zu den Sternen - die Lebensgeschichte des deutschen Komponisten Richard Wagner, als er in Riga lebte und arbeitete.
- Eine alte Geschichte mit einem neuen Ende - die Geschichte des Überfalls der deutschen Kreuzer Goeben und Breslau auf das Schwarze Meer im Jahr 1914.
- Requiem für die letzte Liebe - die Liebesgeschichte des ungarischen Komponisten Franz Liszt und der russischen Staatsbürgerin Caroline zu Wittgenstein.
- Blumenstrauß für Adelina - einige Geschichten aus dem Leben der italienischen Sängerin Adelina Patti und ihrer Tournee durch Russland.

### Geschichte des vorpetrinischen Russland
- Die Geschichte eines Skeletts - eine Geschichte über den Verrat von Grigori Karpowitsch Kotoschichin. Der Schreiber des Prikaz (Büro) des Botschafters hat sich an die Polen und Schweden verkauft. Sein Verrat am Vaterland blieb nicht ungestraft. Er wurde in Schweden hingerichtet. Jetzt dient sein Skelett als Lehrmittel an der Universität Uppsala.
- Mangaseja-Goldsiedlung ist die Geschichte von Mangaseja.
- Awwakum im Feuerofen - die Geschichte des Lebens des Protopopen Awwakum. Die Geschichte seines unerschütterlichen Glaubens. Der Asket steckte all seine Gedanken in sein Werk - das Leben.

### Geschichte Russlands im 18. Jahrhundert
- Der Falke aus Peters Nest - Die Lebensgeschichte von Peter Andrejewitsch Tolstoi, einem russischen Adligen zur Zeit Peters des Großen. Er hatte keine Angst vor Veränderungen und akzeptierte die Reformen des jungen Zaren. Das Streben nach Macht, nach dem Tod von Kaiser Peter I., zusammen mit A. D. Menschikow eine Menge Blut vergossen. Wurde zusammen mit seinem Sohn nach Solowki verbannt.
- Buch über Armut und Reichtum - die Geschichte einer wirtschaftlichen Abhandlung, die Iwan Pososchkow 1724 schrieb.
- Imperatrix ist ein biestiges Wort - die Geschichte über den Ursprung des Wortes „Imperatrix“, erfunden von dem Dichter Wassili Kirillowitsch Trediakowski. Kaufleute, Adlige, der Klerus und der Dichter selbst litten unter seinem unvorsichtigen Umgang mit dem Wort.
- Die erste Universität ist die Geschichte vom Beginn des wissenschaftlichen Weges des großen russischen Wissenschaftlers M. W. Lomonossow. Er studierte in Marburg bei Christian Wolff, zusammen mit Gustav Reiser und Dmitri Winogradow. Danach studierte er in Freiberg bei dem Berg-Physiker Henckel. Er beginnt seine Oden zu komponieren und heiratet Elisabeth Christina Zilch, eine Deutsche. Zurück in Russland, kämpfte er gegen Pseudowissenschaftler.
- Der glorreiche Name 'Bereginya'  - die Geschichte der Entstehung der wissenschaftlichen Geburtshilfe in Russland. Die wichtigste Stifterin war Jekaterina Dmitrijewna Golizyna. Sie war unfruchtbar. Sie vermachte ihre Mittel für die Ausbildung russischer Ärzte in Geburtshilfe in Straßburg. Ihr und ihrem Mann D. M. Golizyn ist es zu verdanken, dass das Golizyn-Krankenhaus in Moskau entstand.
- Das Jaroslawler Elend ist eine Geschichte der Stadt Jaroslawl im 18. Jahrhundert. Die Ereignisse spielen nach dem Brand vom 25. Juni 1768, der fast die Hälfte der Stadt niederbrannte. Die „Instrumente“ des pensionierten Leutnants (Porutschik) Semen Samoilow wurden ebenfalls verbrannt, und der Henkersmeister verschwand. Der Leutnant musste sich aus der Sache herauswinden, um seinen „Job“ nicht zu verlieren.
- Malanjas Hochzeit - die Entstehungsgeschichte der Sprichwörter über die Hochzeit von Malanja. Über den Clan der Donkosaken Jefremows. Stepan Danilowitsch Jefremow, der Ataman der Donkosakenarmee, verliebte sich in das schöne Kosakenmädchen Malanja. Sie feierten eine sehr reiche Hochzeit, so dass sogar das Sprichwort bis heute überlebt hat.
- Zyz i perezyz beschreibt die Kuriositäten im Leben von Prokofi Akinfijewitsch Demidow. Seine Methoden und seine Art, mit Menschen zu kommunizieren. Er übte sich in Spott und Hohn über die Laster der Menschen.
- Der Gewinn des Kaufmanns Dolgopolow ist eine Geschichte aus dem Leben des Kaufmanns Astafi Trifonowitsch Dolgopolow. Nachdem er durch den Verkauf von Hafer für die Kavallerie von Peter III. Geld verloren hatte, beschloss er, es von Jemeljan Pugatschow zurückzubekommen, und da er es von ihm nicht bekam, beschloss er, von Katharina der Großen Geld zu bekommen, um die Kosaken zu bestechen. Schließlich wurde er gefasst und als Dieb gebrandmarkt.
- Der Soldat Wassili Michailow ist die Lebensgeschichte des berühmten Militärkommandanten Wassili Michailowitsch Dolgorukow. Er begann seine Kämpfe als 14-jähriger Soldat und beendete seine Karriere als 53-jähriger Generaloberst. Er nahm am Russisch-Türkischen Krieg (1768–1774) teil. Für diesen Feldzug wurde er mit dem Titel „Krimski“ ausgezeichnet.
- Ein tüchtiger und fleißiger Ehemann ist die Lebensgeschichte von Pjotr Iwanowitsch Rytschkow. Er war Beamter, Lokalhistoriker und Geograf und das erste korrespondierende Mitglied der Akademie der Wissenschaften. Er förderte die Entwicklung der südlichen Regionen des Russischen Reiches. Über seine Verdienste um Russland.
- Rschew-Nugget - die Lebensgeschichte von Terenti Iwanowitsch Woloskow, einem Bauern aus Rschew. Die Kunst der Farbherstellung hat er von seinem Vater übernommen. Er schuf das leuchtendste Karminrot. Er lieferte Bilder für die Akademie der Künste des Russischen Reiches. Er mochte Handwerkskunst. Er schuf mechanische Uhren mit Jahreszeiten, Bewegung von Sonne und Mond.
- Das Geschäft mit dem Müßiggang vermischen („Vivat contesse d'Orlow“) ist die Lebensgeschichte des Grafen Alexei Grigorjewitsch Orlow. Der Bruder des Lieblings von Katharina II., Grigori Grigorjewitsch Orlow. Gemeinsam mit seinem Bruder half er ihr, den Thron des Russischen Reiches zu besteigen. Held der Schlacht zu Tschesme. Gründung der Pferdezucht. Er entwickelte eine russische Pferderasse, den Orlow-Traber.
- Meisterwerke des Dorfes Rusajewka ist die Geschichte der Entstehung einer Druckerei in Rusajewka. Ihr Gründer Nikolai Jeremejewitsch Struiski schrieb Gedichte und gründete eine Privatdruckerei für seinen Bedarf. Seine Gedichte waren von geringer Qualität, aber seine Bücher und Drucke waren die besten in Russland und Europa.
- Alte Gänsefedern ist die Geschichte der Verhinderung eines Krieges zwischen dem Russischen Reich und Großbritannien. Große Anerkennung gebührt dem russischen Botschafter in Großbritannien, Semjon Romanowitsch Woronzow. Er gewann den Informationskrieg gegen das von William Pitt geführte Kabinett. Und es hat nur 250 Pfund gekostet - die Kosten für Gänsefedern.
- Die Freizeit eines Musenliebhabers ist die Lebensgeschichte des Schriftstellers und Architekten Nikolai Alexandrowitsch Lwow. Dichter und Architekt, Diplomat und Liedermacher, Choreograph und Mechaniker, Musiker und Volkskundler, Gärtner und Maler, Graveur und Bildhauer, Maschinenkonstrukteur und Wasserbauingenieur, Illustrator und Buchverleger. Und schließlich ist er ein hervorragender Ofensetzer.
- Freier Totengräber ist die Lebensgeschichte von Alexander Luschkow, der Katharina der Großen als Bibliothekar diente. Er war selbstlos und half den Armen. Als er in den Ruhestand ging und ein Grundstück erhielt, begrub er dort kostenlos die toten Obdachlosen. Er scheute sich nicht, mit der Kaiserin in Fragen der Staatsstruktur zu streiten.
- Jessipows Theater - diesmal lädt Pikul seine Leser ins Theater ein. Nur nicht nach Moskau oder St. Petersburg, die im Detail in soliden Monographien beschrieben wurden, sondern in die Hinterwälder der alten russischen Provinz, wo es am Ende des 18. Jahrhunderts etwa zweihundert private Theater gab, mit Leibeigenen wie Aniutki und Timokhi, die sich abends, nachdem sie Kühe gemolken oder Brennholz gehackt hatten, in die edlen Rollen von Eurydike und Dido, Ödipus und Themistokles schlüpften. Nach der blutigsten aller Tragödien verlangte die Öffentlichkeit natürlich nach Unterhaltung.
- Leutnant Iljin war ist ein Bericht über den vergessenen Helden der Schlacht zu Tschesme im Jahr 1770, Hauptmann Brander Iljin.
- Sandunow-Bäder ist die Lebensgeschichte des Schauspielers Sila Sandunow, des Gründers der berühmten Sandunow-Bäder, und seiner Frau, der Sängerin Elisabeth Sandunowa.

### Geschichte Russlands im 19. Jahrhundert
- Bujalskis freundliches Skalpell - eine Geschichte über den bemerkenswerten Chirurgen Bujalski.
- Sei ein Ostrogradski - über den Mathematiker Ostrogradski.
- Zwei Porträts des Unbekannten - über den Dekabristen I. P. Schukow.
- Musen der Stadt Arsamas - über die erste russische Provinzmalschule.
- Araktschejews Sohn ist Araktschejews Feind - eine Geschichte über den Liebling des russischen Zaren Alexander I., General Araktschejew, und seinen imaginären Sohn Michael Schumski.
- Das Monte Cristo des Nikolaus - eine Geschichte über den Diebstahl während der Herrschaft des russischen Kaisers Nikolaus I. und den Fall des Diebstahls des Kapitals des Invaliden durch den Geheimrat Politkowski.
- Die gute alte Zeit - über den russischen Detektiv Karl Scherstobitow.
- Meine Herren, bitte zur Schranke - eine Geschichte über die Gründe für das Duell zwischen dem Publizisten Schochow und dem Rechtsanwalt Utin im Jahr 1872.
- Michail Konstantinowitsch Sidorow - Lebensgeschichte des russischen Unternehmers und Forschers Michail Sidorow.
- Doktor Sacharjins Klinik - eine Geschichte über den bemerkenswerten Arzt Grigori Sacharjin.
- Der freie Kosak Aschinow - eine Geschichte über den russischen Abenteurer Nikolai Aschinow.
- Der Mann, der aufhörte zu lächeln ist eine Geschichte über Nikolai Kletotschnikow, einen russischen Revolutionär der Partei Narodnaja Wolja und Mitarbeiter der Dritten Abteilung. Dank ihm erfuhr das revolutionäre Zentrum rechtzeitig von unerwarteten Verhaftungen.
- Die Kerze von Jegorows Leben. - Die Lebensgeschichte des russischen Malers Alexei Jegorow.
- Der Adlige von Kostroma ist die Geschichte des unrühmlichen Lebens von Ossip Komissarow.
- Resanow-Mausoleum - die Geschichte des Lebens des russischen Diplomaten Nikolai Resanow und seiner Liebe zur Tochter des spanischen Kommandanten von San Francisco, Conchita Concepción.
- Das Leben eines Rittergenerals ist die Lebensgeschichte von General Kulnew, dem Helden des Krieges gegen die Schweden um Finnland, der in der Schlacht bei Kljastizy fiel.
- Krieger wie ein Meteor - die Lebensgeschichte von General Kotljarewski, der das moderne Aserbaidschan von den Persern eroberte.
- Der Marsch der berittenen Artillerie - die Lebensgeschichte von General Kostenezki, Held des Vaterländischen Krieges von 1812.
- Wie Hauptstädte kapitulierten - die Geschichte der Teilnahme des Militärschriftstellers Woldemar von Löwenstern an der Verteidigung der österreichischen Hauptstadt Wien gegen die Franzosen.
- Zwei alte Gemälde (oder Frieden mit allen Mitteln) - die Geschichte von Napoleons Versuch, nach der Einnahme Moskaus mit Alexander I. Frieden zu schließen, und von den Verhandlungen zwischen dem russischen Oberbefehlshaber Kutusow und Napoleons Gesandtem Jacques Lauriston.
- Ein Wortspiel mit Nikolajewitsch - die Geschichte der diplomatischen Mission von Sergei Dolgorukow in Neapel im Jahr 1811.
- Neptun von der Beresina - die Lebensgeschichte des russischen Admirals Pawel Tschitschagow und seine Teilnahme am Vaterländischen Krieg von 1812.
- Ewiger „Taschen“-Ruhm - die Lebensgeschichte des russischen Dichters und Teilnehmers am Vaterländischen Krieg von 1812, Sergei Marin.
- Auch Geld schießt - die Geschichte eines wirtschaftlichen Ablenkungsmanövers, das Napoleon gegen seine damals noch zukünftigen Feinde organisierte.
- Achtzehn Bajonett-Wunden - eine Beschreibung der Heldentat des Soldaten Leonti Korennoi, die Napoleon selbst seinen Truppen als Beispiel vorlebte.
- Graf Popo - Bürger von Otscher - eine Lebensgeschichte des russischen Staatsmannes General Pawel Stroganow, Held des Vaterländischen Krieges von 1812.
- Der Osterbaron Paschin - über A. A. Paschin und das persönliche Leben der Zaren Nikolaus I. und Alexander II.
- Der rastlose Kriwzow - über den Dekabristen Kriwzow.
- Ein Held seiner Zeit - die Lebensgeschichte des Schriftstellers und Dekabristen Alexander Bestuschew.
- Posthume Ausgabe - über die Schriftstellerin Miklaschewitsch, die den Dekabristen nahe stand.
- Der gefährliche Weg nach Kabul - über den Reisenden und Diplomaten Vitkevich und seinen seltsamen Tod.
- Chiwa, öffne die Tore! - Eine Geschichte über das Leben des russischen Staatsmannes General Perowski und seinen Feldzug nach Chiwa im Jahr 1839.

- Ruhm für unseren Ataman - über Michail Chomutow, den Ataman des Don in der Nikolauszeit.
- Nur zur Hinrichtung verurteilt - die Lebensgeschichte von Nikolai Sergejewitsch Kaschkin, einem Mitglied des Petraschewski-Zirkels.
- Wie man in die Enzyklopädie kommt - über Startschewski, den Herausgeber der ersten russischen Enzyklopädie.
- Vom Großvater Sokolow zum Enkel Petrow. - Über den russischen Schachspieler Alexander Petrow.
- Besuch bei Imam Schamil - die Geschichte des Lebens von Imam Schamil nach seiner Gefangennahme durch russische Truppen im Aul Gunib während des Kaukasuskrieges.
- Der Flug einer Hummel über das Meer - Beschreibung einer der wenig bekannten Episoden des amerikanischen Bürgerkriegs: die Expedition der russischen Marine an die Küste der Vereinigten Staaten in den Jahren 1863–1864 zur Unterstützung von Präsident Lincoln.
- Das Geheimnis des russischen Stahls - die Lebensgeschichte des russischen Metallurgen Pawel Obuchow.
- Von Odessa durch den Suezkanal - Episoden aus dem Leben von Ferdinand de Lesseps, dem Leiter des Baus des Suezkanals.
- Freie Walfang-Gesellschaft - über den politischen Zirkel, der 1872 von den Fähnrichen des Marinekorps in St. Petersburg gegründet wurde. Sie entgingen einer Bestrafung (auf Veranlassung von Admiral Nikolai Karlowitsch Krabbe, dem Leiter des Marineministeriums), indem sie behaupteten, der Grund für die Gründung ihres Zirkels sei der Wunsch gewesen, die natürlichen Ressourcen des russischen Nordens gründlicher zu erschließen: insbesondere, nach dem Vorbild Norwegens einen aktiven Walfang für die Bedürfnisse der russischen Industrie zu organisieren.
- Die Schlacht der Eisernen Kanzler ist die Geschichte eines diplomatischen Duells zwischen Alexander Gortschakow, Staatskanzler und Außenminister des Russischen Reiches, und Otto von Bismarck, Ministerpräsident der preußischen Regierung, Kanzler des Norddeutschen Bundes und Reichskanzler des Deutschen Reiches.
- Der Rat der Fünfundzwanzig Baranow - Episoden aus dem Leben des Gouverneurs von Nischni Nowgorod Nikolai Baranow.
- Das Sinusoid des menschlichen Lebens - Episoden aus dem Leben des russischen Opernsängers Nikolai Wladimirowitsch Unkowski.
- Der Stumpf von General Dragomirow - erzählt von Michail Iwanowitsch Dragomirow, General der Infanterie, Leiter der Generalstabsakademie der russischen Armee in der zweiten Hälfte des 19. Jahrhunderts, Autor des besten Lehrbuchs über russische Feldtaktik.
- Retired Midshipman of the Navy - eine Geschichte über Prinz Boris Borissowitsch Golizyn, einen prominenten russischen Wissenschaftler-Physiker des späten 19. - Anfang des 20. Jahrhunderts, der einen wesentlichen Beitrag zur Zukunft der Quantenphysik leistete, der Schöpfer der Wissenschaft der Seismologie, ein glühender Patriot seiner Heimat, der seinen Dienst in der russischen Marine begann und es wegen der verschiedenen bürokratischen Hindernisse nur zum Rang eines Feldwebels brachte.
- Ein Mann mit berühmten Formen - Episoden aus dem Leben des russischen Staatsmannes Nikolai Kleigels, der in Bestechung schwelgt.
- General aus der Geschichte - Episoden aus dem Leben des russischen Historikers Sergei Nikolajewitsch Schubinski, des Gründers und Herausgebers der Zeitschriften Altes und Neues Russland und History Herald.
- Abendessen beim Direktor der Staatsbank ist die Geschichte einer komischen Episode mit französischen und deutschen Botschaftern bei einem Abendessen beim Direktor der Staatsbank, Lamanski.
- Der General auf dem weißen Pferd (oder To Be Remembered) ist eine Geschichte über den bedeutenden russischen General Michail Skobelew.
- Zum Gedenken an Jakow Karlowitsch - über den Philologen Jakow Grot.
- Ein Nachfahre von Wladimir Monomach - eine Geschichte über den russischen Diplomaten und Politiker Alexei Lobanow-Rostowski.
- Dr. Botkins 'Fehler'  - eine Geschichte über einen russischen Allgemeinmediziner und Sozialaktivisten Sergei Petrowitsch Botkin
- Der geheime Ratgeber - die Geschichte des belarussischen Orientalisten und Sanskritologen Kaetan Andrejewitsch Kossowitsch
- Weg von der großen Welt - die Geschichte des tragischen Lebens der Dichterin Julija Schadowskaja
- Der König des russischen Reims - eine Geschichte über den Dichter Dmitri Minajew.
- Sina - Tochter des Trommlers - über das Schicksal der Frau von Nikolai Nekrassow.
- Die Wärme des russischen Ofens - eine Geschichte über das Leben des Ofenbauers Dmitri Jemeljanowitsch Gnussin.
- Vorbei an Ljuban - eine Geschichte über den Bau der ersten Eisenbahn in Russland und über den talentierten Ingenieur Pawel Melnikow.
- Die Tragödie des 'Russischen Makart' . - Die Lebensgeschichte des russischen Künstlers Konstantin Makowski.
- Nicht aus einer Nessel - die Lebensgeschichte des russischen Anwalts Fjodor Plewako.
- Säulenanordnung - eine Geschichte über die Vermittlung Russlands, vertreten durch Botschafter Nikolai Pawlowitsch Ignatjew, zum Frieden im anglo-französischen Krieg mit Qing-China.
- Der Namenstag von Peter und Paul - eine Episode aus dem Leben von Alexander Sergejewitsch Puschkin.
- Autogramm unter den Wolken - ein Bericht über die Reparatur des Kreuzes auf der Turmspitze der Peter-und-Paul-Kathedrale in St. Petersburg im Jahr 1830 durch den Dachdecker Peter Teluschkin.
- Der Poltergeist von Wologda ist eine Geschichte über ein mysteriöses Phänomen, das sich im Haus des Wologdaer Kaufmanns Nikolai Smorodinow ereignete.
- Flucht und Kapriolen eines Genies - eine Episode aus dem Leben des bemerkenswerten russischen Malers Karl Brjullow.
- Wo ist unser Teller hin? - eine Geschichte über den großen Brand des Winterpalastes 1837 in St. Petersburg und wie unschätzbare Schätze aus diesem Feuer gerettet wurden.
- Der Sohn der Pique Dame ist die Lebensgeschichte des russischen Generals und Moskauer Generalgouverneurs Dmitri Golitzyn, Sohn der Fürstin Natalja Petrowna Golizyna, geborene Gräfin Tschernyschewa, die als Vorlage für Alexander Puschkins „Pique Dame“ diente.
- Verlassen des Balls - über Gräfin Samoilowa und die dramatische Geschichte der Ehe von Karl Brjullow.
- In Trauer um einen lebenden Ehemann - zu einem ähnlichen Thema aus der Geschichte der Familie Engelhardt.
- Freue dich, du Gesegneter - eine Geschichte über die Geliebte des Ministers des kaiserlichen Hofes, Graf Wladimir Adlerberg, Mina Burkowa, und den Einfluss, den sie auf die Entscheidung von Staatsangelegenheiten hatte.
- Der Eiserne Rosenkranz - die Lebensgeschichte des russischen Orientalisten, Diplomaten und Reisenden, Archimandriten der Russisch-Orthodoxen Kirche, Hyacinth, genannt Nikita Jakowlewitsch Bitschurin.
- Babrujsk-Sack ist die Geschichte des Forts Friedrich Wilhelm der Festung Babrujsk und der dortigen Gefangennahme von Oberst Alexander Dadianow, dem ehemaligen Kommandeur des Jeriwan-Grenadierregiments, der sich in Missständen verstrickt hatte, im Jahr 1837.
- Das Nützlichste ist das Verbot! - ist eine Geschichte über einen schurkischen Zensor, A. I. Krassowski.
- Die Demidows - eine Lebensgeschichte zweier Vertreter der Familie Demidow, der Brüder Anatoli Nikolajewitsch (1812–1870) und Pawel Nikolajewitsch (1798–1840).
- Zwei aus dem gleichen Dorf - die Lebensgeschichte zweier Freunde, des Marineoffiziers Dmitri Lukin und seines ehemaligen Leibeigenen Ilja Baikow, der Kutscher des Kaisers Alexander I. wurde.
- Duftende Symphonie des Lebens - aus der Geschichte der Parfümerie in Russland.
- Unsere süße, süße Ulenka - die Lebensgeschichte des bemerkenswerten russischen Bildhauers Peterr Clodt und seiner Frau Uljana Spiridonowa.
- Wie das Gras auf dem Feld - die Lebensgeschichte eines russischen Priesters, des Rektors der Russisch-orthodoxen Kirche in Paris - Iossif Wassiljew
- Oberst Bogdanows 'Malacholie'  - die Geschichte des Kampfes von Oberst Bogdanow, dem Eisenbahnminister, mit dem Bestechungsempfänger P. A. Kleinmichel.
- Die Republik Scheltuga - über eine Republik von Goldsuchern am Amur-Fluss.
- Der Quecksilberkönig von Russland - die Lebensgeschichte des bemerkenswerten russischen Bergbauingenieurs A. A. Auerbach.
- Charmant, charmant, charmant - eine Geschichte über Alexander Nikolajewitsch Nikolajew, General „Charman“, der Ende des 19. Jahrhunderts Chef der russischen Kavalleriegarde wurde, der im Gefolge des letzten russischen Zaren Nikolai II. war, ein Faulpelz, Frauenheld, „Lebenskünstler“, der durch seine geschickte Verwendung des Wortes „charmant“, das er nur aus dem Französischen kannte, zu Ruhm gelangte.
- Rjasan-'Amerikaner'  - gewidmet Lawrenti Alexejewitsch Sagoskin (1808–1890) - Marineoffizier, Entdecker des russischen Amerika - Alaska, der Aleuten, Nordkalifornien.
- Husar auf einem Kamel handelt von dem Afrikareisenden Alexander Bulatowitsch.

### Geschichte Russlands im 20. Jahrhundert
- Resolut vom Reschitelny - ein Essay über eine der heroischen Episoden des Russisch-Japanischen Krieges von 1904-05. Der im chinesischen Hafen von Tschifu (Zhifu) internierte und vollständig entwaffnete Zerstörer Reschitelny unter dem Kommando von Michail Sergejewitsch Roschtschakowski wurde von einem japanischen Landungstrupp angegriffen, der versuchte, das Schiff zu entern. Doch die russischen Seeleute zogen es vor, ihr Schiff in die Luft zu jagen, anstatt sich dem Feind zu ergeben.
- Verdammte Doggerbank ist die Geschichte des Zwischenfalls von Hull von 1905, als das russische Geschwader von Admiral Roschestwenski in der Nähe der Doggerbank in der Nordsee von unbekannten Zerstörern angegriffen wurde.
- Graf Poluschalinski ist die Geschichte eines diplomatischen Duells zwischen dem prominenten russischen Staatsmann S. W. Witte und der japanischen Delegation beim Abschluss des Vertrag von Portsmouth, der dazu führte, dass das Russische Reich den südlichen Teil der Insel Sachalin an Japan abtrat.
- Nichts, Señor, nichts, Señorita! - berichtet über die unschätzbare Hilfe, die die Matrosen des Praktischen Geschwaders der russischen Ostseeflotte (bestehend aus den Schlachtschiffen Zessarewitsch und Slawa und den Kreuzern Admiral Makarow und Bogatyr) den Opfern und Geschädigten des Erdbebens vom 28. Dezember 1908 in Messina auf der Insel Sizilien geleistet haben.
- Der Brief des Studenten Mamontow ist ein Bericht über eine große Epidemie der Lungenpest im Fernen Osten in den Jahren 1910–1911 und über den selbstlosen Einsatz russischer Ärzte.
- Jeder Zhit mit einer Schaufel (Der berüchtigte Bürger Pljuschkin) - eine Geschichte über den Pskower Sammler Fjodor Pljuschkin.
- Länge des Schattens eines verrottenden Baumstumpfs - über die Suche der Familie Patkul nach einem Schatz.
- Erschossen im Hotel Klomzer - die Geschichte des berühmten „Doppelagenten“ Oberst Alfred Redl, der am Vorabend des Ersten Weltkriegs die militärische Spionageabwehr Österreich-Ungarns leitete und auch ein russischer Spion war.
- Die Dame aus dem „Almanach de Gotha“ ist die Geschichte der Abenteurerin Catherine Radziwill.
- Aber Paris wurde gerettet - die Geschichte der Ostpreußischen Operation in der Anfangsphase des Ersten Weltkriegs und der Untergang der 2. russischen Armee unter der Führung von General Samsonow.
- Die verzauberte Kellnerin - eine Operation des russischen Geheimdienstes gegen ein deutsches Geschwader in der Ostsee.
- Es gab eine Stadt, die es nicht gab - Episoden aus dem Leben eines der blutigsten Befehlshaber und Teilnehmer des russischen Bürgerkriegs, Ataman Annenkow.
- Eine Meisterin des Verschließens - eine Geschichte über die russische Modedesignerin und Theaterkostümbildnerin Nadeschda Lamanowa.
- Mjassojedow - Sohn von Mjassojedow - eine Geschichte über Iwan Grigorjewitsch Mjassojedow (1881–1953), „ein markanter und begabter Maler, ein guter Zeichner“, Sohn des „Wanderers“ Grigori Grigorjewitsch Mjassojedow.
- Porträt aus dem Russischen Museum - die Geschichte des Porträts, das Walentin Serow 1910 von der Tänzerin Ida Rubinstein malte, die an den berühmten „Saisons Russes“ des Choreographen Sergei Djagilew teilnahm, die er Anfang des 20. Jahrhunderts in Paris inszenierte.
- Sagen Sie nicht mit Sehnsucht: 'Es gibt sie nicht'  - über Dreijer-Tschischowa, eine Krankenschwester der Barmherzigkeit.

## Russische Titel
Die einzelnen russischen Kurztitel der 168 Geschichten lauten (hier in alphabetischer Reihenfolge nach dem Russischen):
- Awwakum w peschtschi ognennoi (russisch Аввакум в пещи огненной, wiss. Transliteration Avvakum v pešči ognennoj)
- Awtograf pod oblakami (russisch Автограф под облаками, wiss. Transliteration Avtograf pod oblakami)
- Bitwa schelesnych kanzlerow (russisch Битва железных канцлеров, wiss. Transliteration Bitva železnych kanclerov)
- Buket dlja Adeliny (russisch Букет для Аделины, wiss. Transliteration Buket dlja Adeliny)
- «Bonawentura» — dobraja udatscha. (Dorogoi Ritscharda Tschenslera) (russisch «Бонавентура» — добрая удача. (Дорогой Ричарда Ченслера), wiss. Transliteration * «Bonaventura» — dobraja udača. (Dorogoj Ričarda Čenslera))
- Byt glawnym na jarmarke (russisch Быть главным на ярмарке, wiss. Transliteration Byt' glavnym na jarmarke)
- Byl gorod, kotorogo ne bylo (russisch Был город, которого не было, wiss. Transliteration Byl gorod, kotorogo ne bylo)
- Besplatny mogilschtschik (russisch Бесплатный могильщик, wiss. Transliteration Besplatnyj mogil'ščik)
- Byt tebe Ostrogradskim (russisch Быть тебе Остроградским, wiss. Transliteration Byt' tebe Ostrogradskim)
- Bobruiski meschok (russisch Бобруйский мешок, wiss. Transliteration Bobrujskij mešok)
- Woin, meteoru podobny (russisch Воин, метеору подобный, wiss. Transliteration Voin, meteoru podobnyj)
- W gostjach u imama Schamilja (russisch В гостях у имама Шамиля, wiss. Transliteration V gostjach u imama Šamilja)
- Wiwat kontess d’Orlow (russisch Виват контесс д’Орлов, wiss. Transliteration Vivat kontess d’Orlov)
- Wystrel w otele «Klomser» (russisch Выстрел в отеле «Кломзер», wiss. Transliteration Vystrel v otele «Klomzer»)
- Wolnoje obschtschestwo kitolowow (russisch Вольное общество китоловов, wiss. Transliteration Vol'noe obščestvo kitolovov)
- «Wetschny mir» Jana Sobeskogo (russisch «Вечный мир» Яна Собеского, wiss. Transliteration «Večnyj mir» Jana Sobeskogo)
- Wetschnaja «karmannaja» slawa (russisch Вечная «карманная» слава, wiss. Transliteration Večnaja «karmannaja» slava)
- Wolny kasak Aschinow (russisch Вольный казак Ашинов, wiss. Transliteration Vol'nyj kazak Ašinov)
- W nogaiskich stepjach (russisch В ногайских степях, wiss. Transliteration V nogajskich stepjach)
- W traure po schiwomu muschu (russisch В трауре по живому мужу, wiss. Transliteration V traure po živomu mužu)
- Wologodski poltergeist (russisch Вологодский полтергейст, wiss. Transliteration Vologodskij poltergejst)
- Wossemnadzat schtykowych ran (russisch Восемнадцать штыковых ран, wiss. Transliteration Vosemnadcat' štykovych ran)
- W storone ot bolschogo sweta (russisch В стороне от большого света, wiss. Transliteration V storone ot bol'šogo sveta)
- Graf Popo — graschdanin Otscher (russisch Граф Попо — гражданин Очер, wiss. Transliteration Graf Popo — graždanin Očer)
- Geroi swojego wremeni (russisch Герой своего времени, wiss. Transliteration Geroj svoego vremeni)
- Gde sche nemzy? (russisch Где же немцы?, wiss. Transliteration Gde že nemcy?)
- Graf Polussachalinski (russisch Граф Полусахалинский, wiss. Transliteration Graf Polusachalinskij)
- General ot istorii (russisch Генерал от истории, wiss. Transliteration General ot istorii)
- General na belom kone (russisch Генерал на белом коне, wiss. Transliteration General na belom kone)
- Gospoda proschu k barjeru (russisch Господа прошу к барьеру, wiss. Transliteration Gospoda prošu k bar'eru)
- Gussar na werbljude (russisch Гусар на верблюде, wiss. Transliteration Gusar na verbljude)
- Dwe staryje kartiny (russisch Две старые картины, wiss. Transliteration Dve starye kartiny)
- Dwoje is odnoi derewni (russisch Двое из одной деревни, wiss. Transliteration Dvoe iz odnoj derevni)
- Domeniko Tschimaroso (russisch Доменико Чимарозо, wiss. Transliteration Domeniko Čimarozo)
- Dama is «Gotskogo Almanacha» (russisch Дама из «Готского Альманаха», wiss. Transliteration Dama iz «Gotskogo Al'manacha»)
- Dengi tosche streljajut (russisch Деньги тоже стреляют, wiss. Transliteration Den'gi tože streljajut)
- Dobry skalpel Bujalskogo (russisch Добрый скальпель Буяльского, wiss. Transliteration Dobryj skal'pel' Bujal'skogo)
- Dworjanin Kostromskoi (russisch Дворянин Костромской, wiss. Transliteration Dvorjanin Kostromskoj)
- Dwa portreta neiswestnych (russisch Два портрета неизвестных, wiss. Transliteration Dva portreta neizvestnych)
- Duschistaja simfonija schisni (russisch Душистая симфония жизни, wiss. Transliteration Dušistaja simfonija žizni)
- Dub Moriza Saksonskogo (russisch Дуб Морица Саксонского, wiss. Transliteration Dub Morica Saksonskogo)
- Dossugi ljubitelja mus (russisch Досуги любителя муз, wiss. Transliteration Dosugi ljubitelja muz)
- Demidowy (russisch Демидовы, wiss. Transliteration Demidovy)
- Dlina teni ot sgniwschego pnja (russisch Длина тени от сгнившего пня, wiss. Transliteration Dlina teni ot sgnivšego pnja)
- Den Petra i Pawla (russisch День Петра и Павла, wiss. Transliteration Den' Petra i Pavla)
- Djadjuschka Awgust (russisch Дядюшка Август, wiss. Transliteration Djadjuška Avgust)
- Jessipowski teatr (russisch Есиповский театр, wiss. Transliteration Esipovskij teatr)
- «Schelesnaja Baschka» posle Poltawy (russisch «Железная Башка» после Полтавы, wiss. Transliteration «Železnaja Baška» posle Poltavy)
- Schisn generala — ryzarja (russisch Жизнь генерала — рыцаря, wiss. Transliteration Žizn' generala — rycarja)
- Schelesnyje tschotki (russisch Железные чётки, wiss. Transliteration Železnye čëtki)
- Scheltuchinskaja respublika (russisch Желтухинская республика, wiss. Transliteration Želtuchinskaja respublika)
- Schen—schen (russisch Жень—шень, wiss. Transliteration Žen'—šen')
- Sakrytije russkoi «lawotschki» (russisch Закрытие русской «лавочки», wiss. Transliteration Zakrytie russkoj «lavočki»)
- Sato Parisch byl spassjon (russisch Зато Париж был спасён, wiss. Transliteration Zato Pariž byl spasën)
- Sabyty leitenant Iljin (Leitenant Iljin byl) (russisch Забытый лейтенант Ильин (Лейтенант Ильин был), wiss. Transliteration Zabytyj lejtenant Il'in (Lejtenant Il'in byl))
- Saweschtschanije Alfreda Nobelja (russisch Завещание Альфреда Нобеля, wiss. Transliteration Zaveščanie Al'freda Nobelja)
- Sakroinych del masteriza (russisch Закройных дел мастерица, wiss. Transliteration Zakrojnych del masterica)
- Sina — dotsch barabanschtschika (russisch Зина — дочь барабанщика, wiss. Transliteration Zina — doč' barabanščika)
- «Istorija odnogo skeleta» (russisch «История одного скелета», wiss. Transliteration «Istorija odnogo skeleta»)
- Is Odessy tscheres Suezki kanal (russisch Из Одессы через Суэцкий канал, wiss. Transliteration Iz Odessy čerez Suėckij kanal)
- Imperatriks — slowo swerinoje (russisch Императрикс — слово звериное, wiss. Transliteration Imperatriks — slovo zverinoe)
- Is panteona slawy (russisch Из пантеона славы, wiss. Transliteration Iz panteona slavy)
- Iswestny graschdanin Pljuschkin (Wsjakogo schita po lopate) (russisch Известный гражданин Плюшкин (Всякого жита по лопате), wiss. Transliteration Izvestnyj graždanin Pljuškin (Vsjakogo žita po lopate))
- Kalambur Nikolajewitsch (russisch Каламбур Николаевич, wiss. Transliteration Kalambur Nikolaevič)
- Kaliostro — drug bednych (russisch Калиостро — друг бедных, wiss. Transliteration Kaliostro — drug bednych)
- Kak sdawalis stolizy (russisch Как сдавались столицы, wiss. Transliteration Kak sdavalis' stolicy)
- Konnaja artillerija — marsch-marsch (russisch Конная артиллерия — марш-марш, wiss. Transliteration Konnaja artillerija — marš-marš)
- Korol russkoi rifmy (russisch Король русской рифмы, wiss. Transliteration Korol' russkoj rifmy)
- Klinika doktora Sacharjina (russisch Клиника доктора Захарьина, wiss. Transliteration Klinika doktora Zachar'ina)
- Kak trawa w pole (russisch Как трава в поле, wiss. Transliteration Kak trava v pole)
- Korinna (Korinna w Rossii) (russisch Коринна (Коринна в России), wiss. Transliteration Korinna (Korinna v Rossii))
- Kak popast w enziklopediju (russisch Как попасть в энциклопедию, wiss. Transliteration Kak popast' v ėnciklopediju)
- Krow, sljosy i lawry (russisch Кровь, слёзы и лавры, wiss. Transliteration Krov', slëzy i lavry)
- Kniga o skudosti i bogatstwe (russisch Книга о скудости и богатстве, wiss. Transliteration Kniga o skudosti i bogatstve)
- Kuda delas nascha tarelka (russisch Куда делась наша тарелка, wiss. Transliteration Kuda delas' naša tarelka)
- Leitenant Iljin byl (russisch Лейтенант Ильин был, wiss. Transliteration Lejtenant Il'in byl)
- Mjassojedow — syn Mjassojedowa (russisch Мясоедов — сын Мясоедова, wiss. Transliteration Mjasoedov — syn Mjasoedova)
- Minonoszy wychodjat w okean (russisch Миноносцы выходят в океан, wiss. Transliteration Minonoscy vychodjat v okean)
- Mir wo tschto by to ne stalo (russisch Мир во что бы то не стало, wiss. Transliteration Mir vo čto by to ne stalo)
- Musy goroda Arsamassa (russisch Музы города Арзамаса, wiss. Transliteration Muzy goroda Arzamasa)
- Meschaja delo s besdeljem (russisch Мешая дело с бездельем, wiss. Transliteration Mešaja delo s bezdel'em)
- Michail Konstantinowitsch Sidorow (russisch Михаил Константинович Сидоров, wiss. Transliteration Michail Konstantinovič Sidorov)
- Mitschman flota w otstawke (russisch Мичман флота в отставке, wiss. Transliteration Mičman flota v otstavke)
- Malanjina swadba (russisch Маланьина свадьба, wiss. Transliteration Malan'ina svad'ba)
- «Malacholija» polkownika Bogdanowa (russisch «Малахолия» полковника Богданова, wiss. Transliteration «Malacholija» polkovnika Bogdanova)
- Na beregu (russisch На берегу, wiss. Transliteration Na beregu)
- Nikolajewskije Monte-Kristo (russisch Николаевские Монте-Кристо, wiss. Transliteration Nikolaevskie Monte-Kristo)
- Nikolaju Jurjewitschu Awraamowu (russisch Николаю Юрьевичу Авраамову, wiss. Transliteration Nikolaju Jur'eviču Avraamovu)
- Ne ot krapiwnogo semeni (russisch Не от крапивного семени, wiss. Transliteration Ne ot krapivnogo semeni)
- Neptun s Beresiny (russisch Нептун с Березины, wiss. Transliteration Neptun s Bereziny)
- Nitschego, senjor, nitschego, senjorita (russisch Ничего, сеньор, ничего, сеньорита, wiss. Transliteration Ničego, sen'or, ničego, sen'orita)
- Nascha milaja, milaja Ulenka (russisch Наша милая, милая Уленька, wiss. Transliteration Naša milaja, milaja Ulen'ka)
- Ne gowori s toskoi: ich net (russisch Не говори с тоской: их нет, wiss. Transliteration Ne govori s toskoj: ich net)
- Notschnoi poljot (russisch Ночной полёт, wiss. Transliteration Nočnoj polët)
- Ot deduschki Sokolowa do wnuka Petrowa (russisch От дедушки Соколова до внука Петрова, wiss. Transliteration Ot deduški Sokolova do vnuka Petrova)
- Obworoschitelnaja kelnerscha (russisch Обворожительная кельнерша, wiss. Transliteration Obvorožitel'naja kel'nerša)
- Odinoki w swojom odinotschestwe (russisch Одинокий в своём одиночестве, wiss. Transliteration Odinokij v svoëm odinočestve)
- Oschibka doktora Botkina (russisch Ошибка доктора Боткина, wiss. Transliteration Ošibka doktora Botkina)
- Opasnaja doroga w Kabul (russisch Опасная дорога в Кабул, wiss. Transliteration Opasnaja doroga v Kabul)
- Pamjati Jakowa Karlowitscha (russisch Памяти Якова Карловича, wiss. Transliteration Pamjati Jakova Karloviča)
- Praw ja ili ne praw? (russisch Прав я или не прав?, wiss. Transliteration Prav ja ili ne prav?)
- Pulkowski meridian (russisch Пулковский меридиан, wiss. Transliteration Pulkovskij meridian)
- Pobeg w junost (russisch Побег в юность, wiss. Transliteration Pobeg v junost')
- Powest o petschalnom bessmertii (russisch Повесть о печальном бессмертии, wiss. Transliteration Povest' o pečal'nom bessmertii)
- Pribyl kupza Dolgopolowa (russisch Прибыль купца Долгополова, wiss. Transliteration Pribyl' kupca Dolgopolova)
- Posledni frank korolja (russisch Последний франк короля, wiss. Transliteration Poslednij frank korolja)
- Projesschaja mimo Ljubani (russisch Проезжая мимо Любани, wiss. Transliteration Proezžaja mimo Ljubani)
- Perwy listrigon Balaklawy (russisch Первый листригон Балаклавы, wiss. Transliteration Pervyj listrigon Balaklavy)
- Potopi menja ili bud prokljat (russisch Потопи меня или будь проклят, wiss. Transliteration Potopi menja ili bud' prokljat)
- Poljot i kaprisy genija (russisch Полёт и капризы гения, wiss. Transliteration Polët i kaprizy genija)
- Prokljataja Dogger-banka (russisch Проклятая Доггер-банка, wiss. Transliteration Prokljataja Dogger-banka)
- Pen generala Dragomirowa (russisch Пень генерала Драгомирова, wiss. Transliteration Pen' generala Dragomirova)
- Pismo studenta Mamontowa (russisch Письмо студента Мамонтова, wiss. Transliteration Pis'mo studenta Mamontova)
- Potomok Wladimira Monomacha (russisch Потомок Владимира Мономаха, wiss. Transliteration Potomok Vladimira Monomacha)
- Prigoworjon tolko k rasstrelu (russisch Приговорён только к расстрелу, wiss. Transliteration Prigovorën tol'ko k rasstrelu)
- Poljot schmelja nad morem (russisch Полёт шмеля над морем, wiss. Transliteration Polët šmelja nad morem)
- «Perwy uniwersitet» (russisch «Первый университет», wiss. Transliteration «Pervyj universitet»)
- «Pod solotym doschdjom» (russisch «Под золотым дождём», wiss. Transliteration «Pod zolotym doždëm»)
- «Paschalny baron Paschin» (russisch «Пасхальный барон Пасхин», wiss. Transliteration «Paschal'nyj baron Paschin»)
- Polesneje wsego sapretit (russisch Полезнее всего запретить, wiss. Transliteration Poleznee vsego zapretit')
- Posmertnoje isdanije (Sotschinjon on damoju) (russisch Посмертное издание (Сочинён он дамою), wiss. Transliteration Posmertnoe izdanie (Sočinën on damoju))
- Portret is Russkogo museja (russisch Портрет из Русского музея, wiss. Transliteration Portret iz Russkogo muzeja)
- Posledni is Jagellonow (russisch Последний из Ягеллонов, wiss. Transliteration Poslednij iz Jagellonov)
- Pljaska smerti Golbeina (russisch Пляска смерти Гольбейна, wiss. Transliteration Pljaska smerti Gol'bejna)
- Raduissja, blagodatnaja (russisch Радуйся, благодатная, wiss. Transliteration Radujsja, blagodatnaja)
- Rwat zwety pod oblakami (russisch Рвать цветы под облаками, wiss. Transliteration Rvat' cvety pod oblakami)
- Reschitelnyje s «Reschitelnogo» (russisch Решительные с «Решительного», wiss. Transliteration Rešitel'nye s «Rešitel'nogo»)
- Resanowski mawsolei (russisch Резановский мавзолей, wiss. Transliteration Rezanovskij mavzolej)
- Rasstanowka stolbow (russisch Расстановка столбов, wiss. Transliteration Rasstanovka stolbov)
- Rekwijem poslednei ljubwi (russisch Реквием последней любви, wiss. Transliteration Rekviem poslednej ljubvi)
- Rjasanski «amerikanez» (russisch Рязанский «американец», wiss. Transliteration Rjazanskij «amerikanec»)
- Rtutny korol Rossii (russisch Ртутный король России, wiss. Transliteration Rtutnyj korol' Rossii)
- Rschewski samorodok (russisch Ржевский самородок, wiss. Transliteration Rževskij samorodok)
- Saga o girokompassach (russisch Сага о гирокомпасах, wiss. Transliteration Saga o girokompasach)
- Sinussoida schisni tschelowetscheskoi (russisch Синусоида жизни человеческой, wiss. Transliteration Sinusoida žizni čelovečeskoj)
- Slawnoje imja — Bereginja (russisch Славное имя — Берегиня, wiss. Transliteration Slavnoe imja — Bereginja)
- Sudba balownja sudby (russisch Судьба баловня судьбы, wiss. Transliteration Sud'ba balovnja sud'by)
- Soldat Wassili Michailow (russisch Солдат Василий Михайлов, wiss. Transliteration Soldat Vasilij Michajlov)
- Swetscha schisni Jegorowa (russisch Свеча жизни Егорова, wiss. Transliteration Sveča žizni Egorova)
- Sekret russkoi stali (russisch Секрет русской стали, wiss. Transliteration Sekret russkoj stali)
- Staryje gussinyje perja (Gussinoje pero) (russisch Старые гусиные перья (Гусиное перо), wiss. Transliteration Starye gusinye per'ja (Gusinoe pero))
- Sekretnaja missija Narbona (russisch Секретная миссия Нарбона, wiss. Transliteration Sekretnaja missija Narbona)
- Syn Araktschejewa — wrag Araktschejewa (russisch Сын Аракчеева — враг Аракчеева, wiss. Transliteration Syn Arakčeeva — vrag Arakčeeva)
- Staraja istorija s nowym konzom (russisch Старая история с новым концом, wiss. Transliteration Staraja istorija s novym koncom)
- Sandunowskije bani (russisch Сандуновские бани, wiss. Transliteration Sandunovskie bani)
- Slawa naschemu atamanu (russisch Слава нашему атаману, wiss. Transliteration Slava našemu atamanu)
- Syn «Pikowoi damy» (russisch Сын «Пиковой дамы», wiss. Transliteration Syn «Pikovoj damy»)
- Staroje dobroje wremja (russisch Старое доброе время, wiss. Transliteration Staroe dobroe vremja)
- Sowet dwadzati baranow (russisch Совет двадцати баранов, wiss. Transliteration Sovet dvadcati baranov)
- Tragedija «russkogo makarta» (russisch Трагедия «русского макарта», wiss. Transliteration Tragedija «russkogo makarta»)
- Trudoljubiwy i ratschitelny musch (russisch Трудолюбивый и рачительный муж, wiss. Transliteration Trudoljubivyj i račitel'nyj muž)
- Teplo russkoi petschki (russisch Тепло русской печки, wiss. Transliteration Teplo russkoj pečki)
- Tainy sowetnik (russisch Тайный советник, wiss. Transliteration Tajnyj sovetnik)
- Uschin u direktora Gossudarstwennogo banka (russisch Ужин у директора Государственного банка, wiss. Transliteration Užin u direktora Gosudarstvennogo banka)
- Udaljajuschtschajassja s bala (russisch Удаляющаяся с бала, wiss. Transliteration Udaljajuščajasja s bala)
- Chiwa, otwori worota (russisch Хива, отвори ворота, wiss. Transliteration Chiva, otvori vorota)
- Zyz i perezyz (russisch Цыц и перецыц, wiss. Transliteration Cyc i perecyc)
- Tscheres ternii k swjosdam (russisch Через тернии к звёздам, wiss. Transliteration Čerez ternii k zvëzdam)
- Tschto derschala w rukach Wenera (russisch Что держала в руках Венера, wiss. Transliteration Čto deržala v rukach Venera)
- Tschtoby pomnili (russisch Чтобы помнили, wiss. Transliteration Čtoby pomnili)
- Tschuschoje — tschelowetscheskoje (russisch Чужое — человеческое, wiss. Transliteration Čužoe — čelovečeskoe)
- Tschelowek iswestnych form (russisch Человек известных форм, wiss. Transliteration Čelovek izvestnych form)
- Tschelowek perestawschi ulybatsja (russisch Человек переставший улыбаться, wiss. Transliteration Čelovek perestavšij ulybat'sja)
- Schedewry sela Rusajewki (russisch Шедевры села Рузаевки, wiss. Transliteration Šedevry sela Ruzaevki)
- Scharman, scharman, scharman (russisch Шарман, шарман, шарман, wiss. Transliteration Šarman, šarman, šarman)
- Etot nespokoiny Kriwzow (russisch Этот неспокойный Кривцов, wiss. Transliteration Ėtot nespokojnyj Krivcov)
- Jastreb gnesda Petrowa (russisch Ястреб гнезда Петрова, wiss. Transliteration Jastreb gnezda Petrova)
- Jaroslawskije stradanija (russisch Ярославские страдания, wiss. Transliteration Jaroslavskie stradanija)